# Dudley „Red“ Garrett Memorial Award
Der Dudley „Red“ Garrett Memorial Award ist eine Eishockey-Trophäe in der American Hockey League. Er wird seit 1948 jährlich an den besten Rookie der Saison vergeben. Die Wahl wird von Medienvertretern und Spielern durchgeführt.
Die Trophäe wurde nach Dudley „Red“ Garrett benannt, der nach einer Spielzeit in der AHL und der National Hockey League als einer der talentiertesten Spieler seiner Zeit in den Zweiten Weltkrieg zog und dort gefallen ist.

## Gewinner
| Jahr | Spieler                      | Team                                  |
| ---- | ---------------------------- | ------------------------------------- |
| 2025 | Justin Hryckowian            | Texas Stars                           |
| 2024 | Logan Stankoven              | Texas Stars                           |
| 2023 | Tye Kartye                   | Coachella Valley Firebirds            |
| 2022 | Jack Quinn                   | Rochester Americans                   |
| 2021 | Riley Damiani                | Texas Stars                           |
| 2020 | Josh Norris                  | Belleville Senators                   |
| 2019 | Alex Barré-Boulet            | Syracuse Crunch                       |
| 2018 | Mason Appleton               | Manitoba Moose                        |
| 2017 | Daniel O’Regan               | San Jose Barracuda                    |
| 2016 | Mikko Rantanen Frank Vatrano | San Antonio Rampage Providence Bruins |
| 2015 | Matt Murray                  | Wilkes-Barre/Scranton Penguins        |
| 2014 | Curtis McKenzie              | Texas Stars                           |
| 2013 | Tyler Toffoli                | Manchester Monarchs                   |
| 2012 | Cory Conacher                | Norfolk Admirals                      |
| 2011 | Luke Adam                    | Portland Pirates                      |
| 2010 | Tyler Ennis                  | Portland Pirates                      |
| 2009 | Nathan Gerbe                 | Portland Pirates                      |
| 2008 | Teddy Purcell                | Manchester Monarchs                   |
| 2007 | Brett Sterling               | Chicago Wolves                        |
| 2006 | Patrick O’Sullivan           | Houston Aeros                         |
| 2005 | René Bourque                 | Norfolk Admirals                      |
| 2004 | Wade Dubielewicz             | Bridgeport Sound Tigers               |
| 2003 | Darren Haydar                | Milwaukee Admirals                    |
| 2002 | Tyler Arnason                | Norfolk Admirals                      |
| 2001 | Ryan Kraft                   | Kentucky Thoroughblades               |
| 2000 | Mika Noronen                 | Rochester Americans                   |
| 1999 | Shane Willis                 | Beast of New Haven                    |
| 1998 | Daniel Brière                | Springfield Falcons                   |
| 1997 | Jaroslav Svejkovský          | Portland Pirates                      |
| 1996 | Darcy Tucker                 | Fredericton Canadiens                 |
| 1995 | Jim Carey                    | Portland Pirates                      |
| 1994 | René Corbet                  | Cornwall Aces                         |
| 1993 | Corey Hirsch                 | Binghamton Rangers                    |
| 1992 | Félix Potvin                 | St. John’s Maple Leafs                |
| 1991 | Patrick Lebeau               | Fredericton Canadiens                 |
| 1990 | Donald Audette               | Rochester Americans                   |
| 1989 | Stéphan Lebeau               | Canadiens de Sherbrooke               |
| 1988 | Mike Richard                 | Binghamton Whalers                    |
| 1987 | Brett Hull                   | Moncton Hawks                         |
| 1986 | Ron Hextall                  | Hershey Bears                         |
| 1985 | Steve Thomas                 | St. Catharines Saints                 |
| 1984 | Claude Verret                | Rochester Americans                   |
| 1983 | Mitch Lamoureux              | Baltimore Skipjacks                   |
| 1982 | Bob Sullivan                 | Binghamton Whalers                    |
| 1981 | Pelle Lindbergh              | Maine Mariners                        |
| 1980 | Darryl Sutter                | New Brunswick Hawks                   |
| 1979 | Mike Meeker                  | Binghamton Dusters                    |
| 1978 | Normand Dupont               | Nova Scotia Voyageurs                 |
| 1977 | Rod Schutt                   | Nova Scotia Voyageurs                 |
| 1976 | Greg Holst Pierre Mondou     | Providence Reds Nova Scotia Voyageurs |
| 1975 | Jerry Holland                | Providence Reds                       |
| 1974 | Rick Middleton               | Providence Reds                       |
| 1973 | Ron Anderson                 | Boston Braves                         |
| 1972 | Terry Caffery                | Cleveland Barons                      |
| 1971 | Fred Speck                   | Baltimore Clippers                    |
| 1970 | Jude Drouin                  | Montreal Voyageurs                    |
| 1969 | Ron Ward                     | Rochester Americans                   |
| 1968 | Gerry Desjardins             | Cleveland Barons                      |
| 1967 | Bobby Rivard                 | Quebec Aces                           |
| 1966 | Mike Walton                  | Rochester Americans                   |
| 1965 | Ray Cullen                   | Buffalo Bisons                        |
| 1964 | Roger Crozier                | Pittsburgh Hornets                    |
| 1963 | Doug Robinson                | Buffalo Bisons                        |
| 1962 | Les Binkley                  | Cleveland Barons                      |
| 1961 | Chico Maki                   | Buffalo Bisons                        |
| 1960 | Stan Baliuk                  | Providence Reds                       |
| 1959 | Bill Hicke                   | Rochester Americans                   |
| 1958 | Bill Sweeney                 | Providence Reds                       |
| 1957 | Boris Elik                   | Cleveland Barons                      |
| 1956 | Bruce Cline                  | Providence Reds                       |
| 1955 | Jim Anderson                 | Springfield Indians                   |
| 1954 | Don Marshall                 | Buffalo Bisons                        |
| 1953 | Guyle Fielder                | St. Louis Flyers                      |
| 1952 | Earl Reibel                  | Indianapolis Capitals                 |
| 1951 | Wally Hergesheimer           | Cleveland Barons                      |
| 1950 | Paul Meger                   | Buffalo Bisons                        |
| 1949 | Terry Sawchuk                | Indianapolis Capitals                 |
| 1948 | Bob Solinger                 | Cleveland Barons                      |